# 2825 Crosby
2825 Crosby eller 1938 SD1 är en asteroid i huvudbältet som upptäcktes den 19 september 1938 av den sydafrikanske astronomen Cyril V. Jackson i Johannesburg. Den har fått sitt namn efter den amerikanske sångaren och skådespelaren, Harry Lillis ”Bing” Crosby.
Asteroiden har en diameter på ungefär 5 kilometer och den tillhör asteroidgruppen Flora.